# MZKT-750440
Der MZKT-750440 (russisch МЗКТ-750440, vertrieben unter dem Markennamen VOLAT) ist eine schwere Sattelzugmaschine mit Allradantrieb des belarussischen Herstellers Minski Sawod Koljosnych Tjagatschei (russisch Минский завод колёсных тягачей, kurz MZKT bzw. МЗКТ, auf Deutsch Minsker Radschlepperwerk). Der vierachsige Lastwagen wird seit 2016 gebaut und ist zum Ziehen von Sattelaufliegern mit einem Gesamtgewicht von bis zu 73 Tonnen ausgelegt. Das Fahrzeug wird, anders als viele Modelle des Herstellers, ausschließlich zivil angeboten.

## Fahrzeuggeschichte

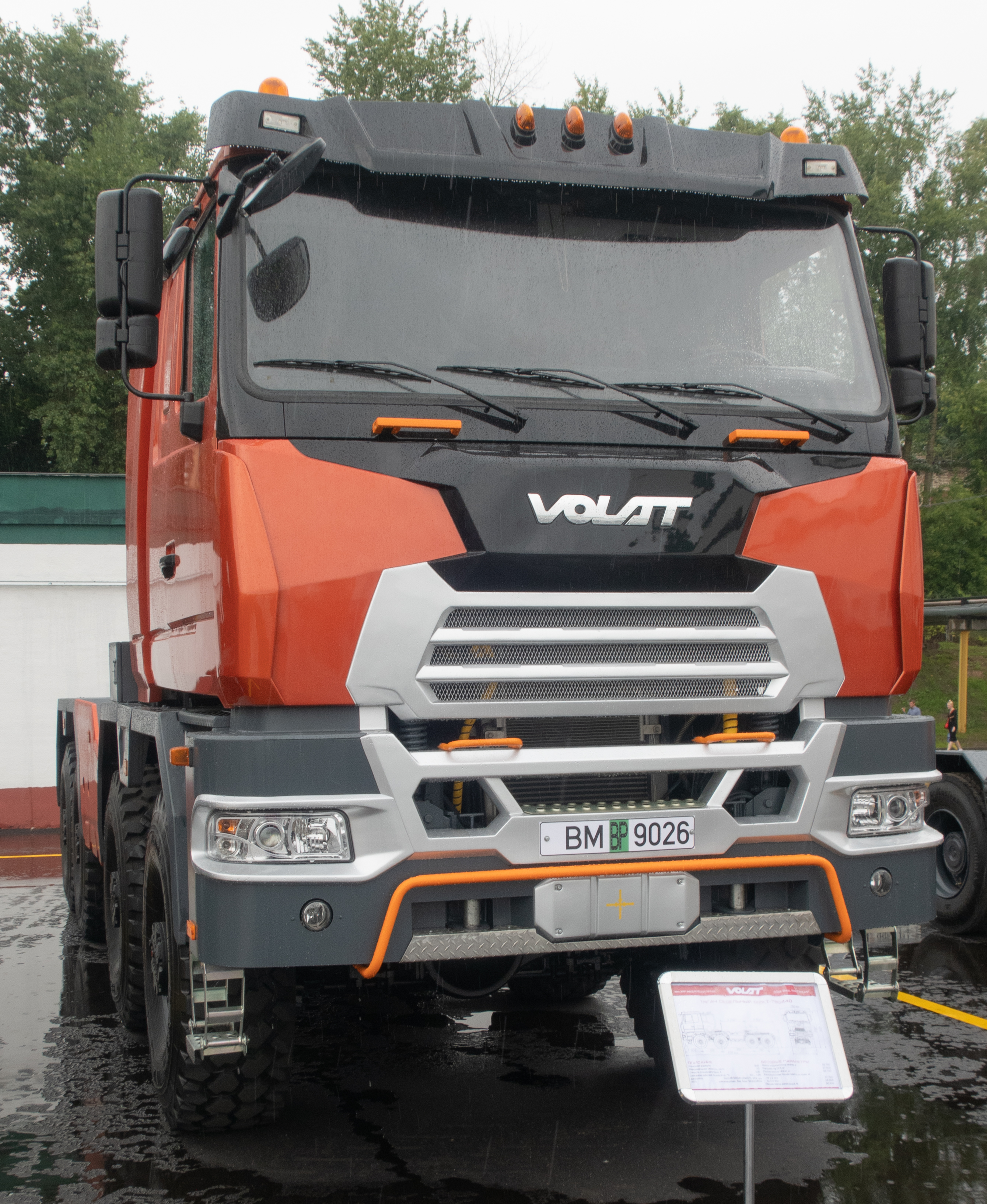
Frontansicht desselben Fahrzeugs (2019)

Das Minski Sawod Koljosnych Tjagatschei begann 2016 mit der Erprobung und Fertigung des MZKT-750440. Er ist für knapp 44 Tonnen zulässiges Gesamtgewicht der Zugmaschine ausgelegt und kann Auflieger mit einem Gesamtgewicht von 73 Tonnen ziehen. Wie viele andere Fahrzeuge des Herstellers hat dieser Lastwagen ebenfalls Allradantrieb, alle vier Achsen sind einzeln bereift. Hinter dem Fahrerhaus sind zwei leistungsstarke Seilwinden mit jeweils 250 kN maximaler Zugkraft angebaut.
Als Antrieb dient ein R6-Viertakt-Dieselmotor, der von Paccar zugeliefert wird. Er wird im niederländischen Eindhoven montiert und kommt auch in aktuellen Lastwagen der Marke DAF zum Einsatz. Bei 12,9 Litern Hubraum leistet er 462 PS (340 kW) und hat ein maximales Drehmoment von 2300 Nm. Er verfügt über einen Abgasturbolader, Ladeluftkühler und eine Abgasnachbehandlung. Das Triebwerk erfüllt damit die Abgasnorm Euro V. Der Lkw hat ein mechanisches Schaltgetriebe mit 16 Vorwärtsgängen und zwei Rückwärtsgängen, das von dem chinesischen Unternehmen Shaanxi zugeliefert wird. Die Bremsanlage arbeitet mit Druckluft, zusätzlich ist eine Motorstaubremse eingebaut. ABS ist serienmäßig vorhanden. Die Kabinen entsprechen denen des MAZ-5440 und werden aus dem Minski Awtomobilny Sawod bezogen. Lediglich die Frontverkleidung wurde optisch geändert. Im Inneren befinden sich zwei Sitzplätze und eine Schlafgelegenheit.
Der Lastwagen ist technisch für eine Zuladung (Sattellast) von bis zu 27 Tonnen bei etwa 17 Tonnen Eigengewicht ausgelegt. Ist das Fahrzeug voll ausgelastet, beträgt die Achslast hinten jeweils 13 Tonnen und damit mehr, als zum Beispiel in Deutschland im öffentlichen Straßenverkehr zulässig wäre. Anders als viele militärische Sattelzugmaschinen des Herstellers ist der Lkw nur 2,55 m breit und überschreitet damit nicht die in der Europäischen Union zulässigen Abmaße für Nutzfahrzeuge.

## Technische Daten
Für den aktuellen MZKT-750440, wie ihn der Hersteller Ende 2019 anbot.
- Motor: Sechszylinder-Viertakt-Dieselmotor mit Abgasturbolader
- Motortyp: Paccar MX340[6]
- Leistung: 462 PS (340 kW) bei 1900 min−1
- Hubraum: 12,9 l
- Bohrung: 130 mm
- Hub: 162 mm
- Verdichtung: 17,7:1
- Drehmoment: 2300 Nm bei 1000–1410 min−1
- Getriebe: mechanisches Sechszehnganggetriebe mit zwei Rückwärtsgängen
- Getriebetyp: Fast Gear 16JSD240TA
- Untersetzungsgetriebe: zweistufig, mechanisch
- Höchstgeschwindigkeit: 70 km/h
- Tankinhalt: 500 l
- maximal befahrbare Steigung: 30 % bei Volllast
- Bremse: Zweikreis-Druckluftbremse + Motorbremse, ABS
- Seilwinde: 2 × 250 kN
- Antriebsformel: 8×8

Abmessungen und Gewichte
- Länge: 9220 mm
- Breite: 2550 mm
- Höhe: 3650 mm
- Höhe über Kabine: 3588 mm
- Radstand: 2000 + 3080 + 1500 mm
- Spurweite vorne: 2080 mm
- Spurweite hinten: 2100 mm
- Bodenfreiheit: 370 mm
- Wendekreis: 30 m
- Reifengröße: 16,00R20
- Höhe Sattelplatte: 1778 mm
- Leergewicht: 16.750 kg
- zulässige Sattellast: 27.000 kg
- zulässiges Gesamtgewicht (Zugmaschine): 43.750 kg
- Achslast vorne: 8500 + 9250 kg
- Achslast hinten: 2 × 13.000 kg
- zulässiges Gesamtgewicht (Sattelzug): 90.000 kg